# 配位結合

アンモニウムイオンは配位結合のいい例である。

配位結合（はいいけつごう、英語: coordinate bond, dative bond）とは、結合を形成する二つの原子の一方からのみ結合電子が分子軌道に提供される化学結合である。
見方を変えると、電子対供与体となる原子から電子対受容体となる原子へと、電子対が供給されてできる化学結合であるから、ルイス酸とルイス塩基との結合でもある。したがって、プロトン化で生成するオキソニウムイオン（より正確にはオニウムイオン）は配位結合により形成される。
またオクテット則を満たさない第13族元素の共有結合化合物は、強いルイス酸であり配位結合により錯体を形成する。
あるいは遷移金属元素の多くは共有結合に利用される価電子の他に空のd軌道などを持つ為、多くの種類の金属錯体が配位結合により形成される。

## プロトン化における配位結合
例えばアンモニアの窒素は五つの価電子をもち、三つの水素原子と共有結合を形成して閉殻状態(8電子)になっている。そして、アンモニア窒素には水素との共有結合に参加していない二つの電子（1つの非共有電子対）が存在し、電子対を供与することが可能なルイス塩基でもある。プロトンがルイス塩基と配位結合すると、窒素の原子が＋電荷を持ったオニウムイオン（アンモニウムイオン）となる。

## 配位結合と共有結合との違い
配位結合と共有結合も同じく分子軌道により形成されるので本質的には違いが無いが、その分子軌道の構造やそのエネルギー準位により結合自身の性質が決定される。前述のアンモニウムイオン（NH4+）の場合は共有結合も配位結合も窒素のsp3軌道と水素の1s軌道から生成する等価な分子軌道であり、四本の結合に違いは無い。一方、π供与性の配位結合やsp3d混成軌道から生成する配位結合は、もとの電子軌道が等価では無い為に性質に違いが現れる。